# Портленд (Нью-Йорк)
Портленд (англ. Portland) — місто (англ. town) в США, в окрузі Чотоква штату Нью-Йорк. Населення — 4309 осіб (2020).

## Демографія
Згідно з переписом 2010 року, у місті мешкало 4827 осіб у 1626 домогосподарствах у складі 1081 родини. Було 2124 помешкання
Расовий склад населення:
| - 88,3 % — білих - 7,6 % — чорних або афроамериканців - 0,4 % — корінних американців - 0,3 % — азіатів - 2,1 % — осіб інших рас |

До двох чи більше рас належало 1,3 %. Частка іспаномовних становила 6,0 % від усіх жителів.
За віковим діапазоном населення розподілялося таким чином: 21,2 % — особи молодші 18 років, 65,3 % — особи у віці 18—64 років, 13,5 % — особи у віці 65 років та старші. Медіана віку мешканця становила 36,1 року. На 100 осіб жіночої статі у місті припадало 126,6 чоловіків;  на 100 жінок у віці від 18 років та старших — 130,6 чоловіків також старших 18 років.
Середній дохід на одне домашнє господарство  становив 54 742 долари США (медіана — 43 472), а середній дохід на одну сім'ю — 69 183 долари (медіана — 54 069). Медіана доходів становила 49 868 доларів для чоловіків та 33 889 доларів для жінок. За межею бідності перебувало 23,7 % осіб, у тому числі 42,3 % дітей у віці до 18 років та 18,0 % осіб у віці 65 років та старших.
Цивільне працевлаштоване населення становило 1642 особи. Основні галузі зайнятості: освіта, охорона здоров'я та соціальна допомога — 24,8 %, виробництво — 16,4 %, мистецтво, розваги та відпочинок — 15,6 %.